# Viaduc de Blazy
Le viaduc de Blazy est un pont autoroutier de l'autoroute A20 sur le territoire de la commune de Souillac dans le département du Lot en France.

## Histoire
Sa construction a provoqué une rupture de la continuité de la Ligne de Souillac à Viescamp-sous-Jallès. Une convention obligerait cependant l'exploitant autoroutier à rétablir la continuité de la ligne en construisant un pont au dessus de l'autoroute en cas de décision de réouverture de la ligne ferroviaire de Souillac à Viescamp-sous-Jallès.

## Description
C'est un pont droit mixte acier-béton armé en 7 travées long de 363 m qui a été achevé en 1998.

## Sources et références
1. ↑  « Carte IGN classique » sur Géoportail.